# Rymden är mitt liv
Rymden är mitt liv (originaltitel: Strategic Air Command) är en amerikansk dramafilm från 1955 med James Stewart och June Allyson. Filmen är regisserad av Anthony Mann.

## Handling
Robert "Dutch" Holland (James Stewart) tvingas överge sin karriär inom baseboll för att återigen bli pilot i flygvapnet. Trots de familjeproblem som kommer utifrån en aktiv militärtjänst känner snart Robert att det är hans patriotiska plikt att vaksamt flyga bombplan ifall Sovjetunionen skulle försöka med något.

## Om filmen
- Den svenska titeln är klart missvisande, filmen handlar om piloter av bombplan, inte astronauter.

- James Stewart var tidigare pilot i flygvapnet och flög bland annat bombplan under andra världskriget.

- Filmen är starkt positiv för kärnvapenbalansen mellan USA och Sovjet som det enda sättet att behålla freden, och den har vissa drag av propaganda. Tack vare filmen fick det amerikanska flygvapnet 25% mer rekryter.

## Rollista (i urval)
- James Stewart
- June Allyson
- Frank Lovejoy
- Barry Sullivan
- Alex Nicol
- Bruce Bennett
- Jay C. Flippen